# Ultracentrifug

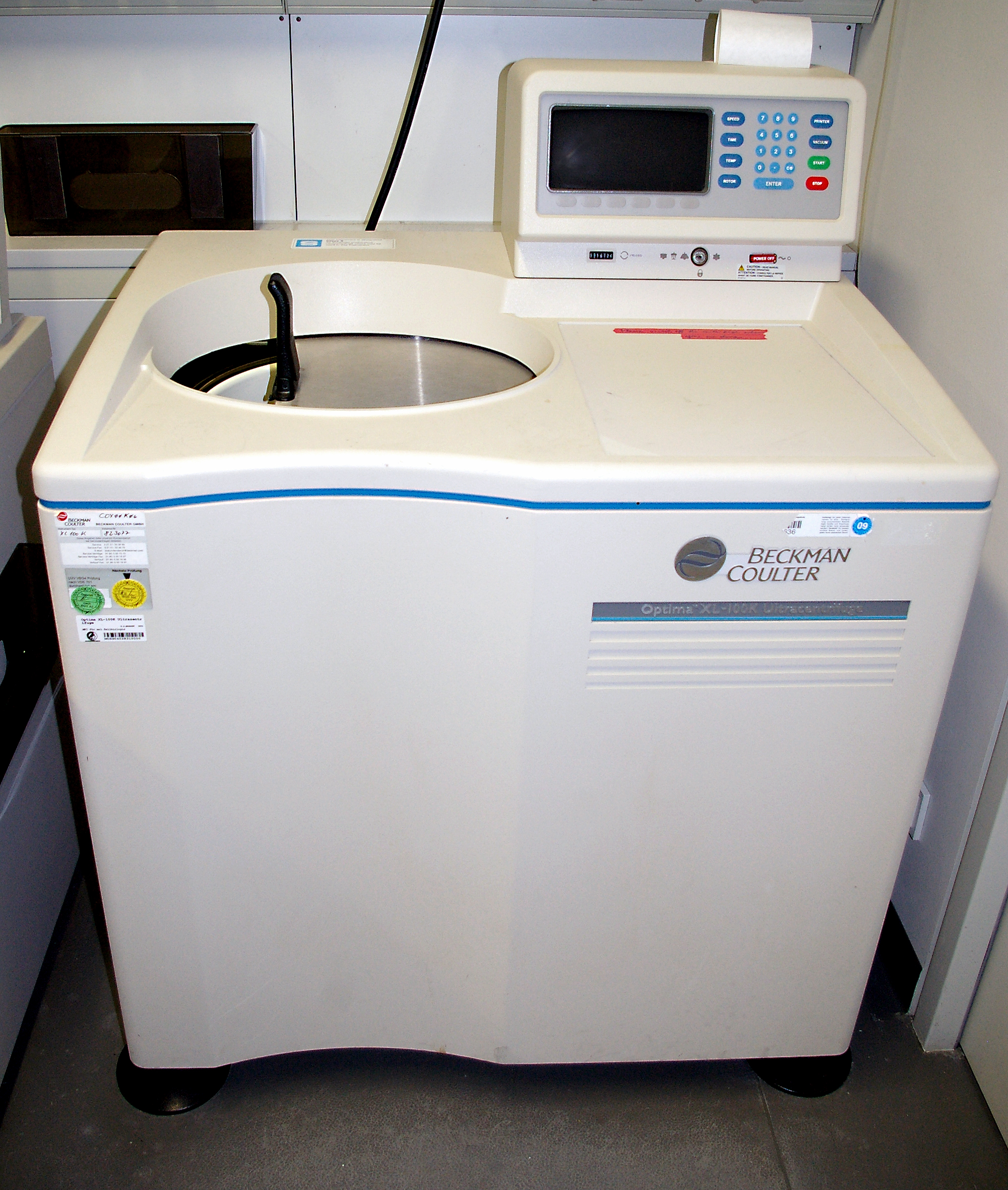
En standard ultracentrifug från tillverkarenBeckman Coulter

En ultracentrifug är en centrifug som roterar extremt snabbt och  kan generera en acceleration så hög som 1 000 000 g (ca 9 800 km/s2). Detta gör det möjligt att separera makromolekyler av olika storlek. Ett viktigt användningsområde är att separera olika beståndsdelar av celler i cellbiologisk forskning.
Det finns två typer av ultracentrifuger, den preparativa och den analytiska ultracentrifugen. Båda klasserna av instrument finner viktiga användning inom molekylärbiologi, biokemi och polymervetenskap.

## Historik
År 1924 byggde Theodor Svedberg en centrifug som kunde generera 7 000 g (vid 12 000 varv/minut), och kallade den ultracentrifug, för att ställa den intill det tidigare utvecklade ultramikroskopet. Åren 1925-1926 konstruerade Svedberg en ny ultracentrifug som tillät fält upp till 100 000 g (42 000 varv/minut). Moderna ultracentrifuger klassificeras vanligtvis som att de tillåter mer än 100 000 g. Svedberg vann Nobelpriset i kemi 1926 för sin forskning om kolloider och proteiner med hjälp av ultracentrifugen.
I början av 1930-talet fann Émile Henriot att lämpligt placerade tryckluftstrålar kan snurra en lagerlös topp till mycket höga hastigheter och utvecklade en ultracentrifug på den principen. Jesse Beams från fysikavdelningen vid University of Virginia anpassade först den principen till en höghastighetskamera och började sedan förbättra Henriots ultracentrifug, men hans rotorer överhettades konsekvent. 
Beams elev Edward Greydon Pickels löste problemet 1935 genom att vacuumpumpa systemet, vilket möjliggjorde en minskning av friktionen som genererades vid höga hastigheter. Vacuumsystem möjliggjorde också upprätthållande av konstant temperatur över provet, vilket eliminerade konvektionsströmmar som kan störa tolkningen av sedimentationsresultat.

Jämför serienummer 1 och 1000 av Spincos Model E Analytical Ultracentrifuge, 1965

År 1946 lade Pickels Spinco (Specialized Instruments Corp.) grunden för att marknadsföra analytiska och förberedande ultracentrifuger baserade på hans konstruktion. Pickels ansåg att hans design var för komplicerad för kommersiellt bruk och utvecklade en mer lättmanövrerad, "idiotsäker" version. Men även med den förbättrade modellen förblev försäljningen av analytiska centrifuger låg och Spinco gick nästan i konkurs. Företaget överlevde genom att koncentrera sig på försäljning av preparativa ultracentrifugmodeller, som blev populära som arbetshästar i biomedicinska laboratorier. År 1949 introducerade Spinco Model L, den första preparativa ultracentrifugen som nådde en maximal hastighet på 40 000 varv/minut. År 1954 köpte Beckman Instruments (senare Beckman Coulter) företaget, vilket utgjorde grunden för dess Spinco-centrifugavdelning.

## Teknisk utformning
Apparaten består i princip av en stålrotor med symmetriskt anordnade axiala urborrningar, i vilka cylindriska behållare, så kallade kyvetter, med provlösning kan placeras. Rotorn drivs av en turbin, och hela systemet är monterat så att den totala friktionen skall bli så låg som möjligt. Sedimentationsförloppet i provlösningen följs fotometriskt genom speciella kvartsfönster i kyvetterna.
Ultracentrifuger finns tillgängliga med ett brett utbud av rotorer som lämpar sig för ett stort antal experiment. De flesta rotorer är utformade för att hålla rör som innehåller proverna. Svängande skoprotorer gör att rören kan hänga på gångjärn så att rören omorienteras till horisontellt när rotorn initialt accelererar. Rotorer med fast vinkel är gjorda av ett enda materialblock och håller rören i hålrum som borras i en förutbestämd vinkel. Zonrotorer är utformade för att innehålla en stor volym prov i en enda central hålighet snarare än i rör. Vissa zonrotorer har dynamisk lastning och lossning av prover medan rotorn snurrar med hög hastighet.

## Användning
Ultracentrifugen används för att bestämma sedimentationshastigheter och sedimentationsjämvikter i kolloidala lösningar som innehåller högmolekylära föreningar, till exempel proteiner, polymerer och viruspartiklar. Den möjliggör en noggrann bestämning av sådana ämnens molekylvikter och har bland annat använts för att bestämma molekylvikten hos hemoglobin.
Preparativa rotorer används inom biologin för pelletering av fina partikelfraktioner, såsom cellulära organeller (mitokondrier, mikrosomer, ribosomer) och virus. De kan också användas för gradientseparationer, där rören fylls uppifrån och ned med en ökande koncentration av ett tätt ämne i lösning. Sackarosgradienter används vanligtvis för separation av cellulära organeller. Gradienter av cesiumsalter används för separation av nukleinsyror. Efter att provet har snurrat med hög hastighet under tillräckligt lång tid för att åstadkomma separationen, tillåts rotorn att stanna jämnt och gradienten pumpas försiktigt ut ur varje rör för att isolera de separerade komponenterna.

## Risker
Den enorma rotationskinetiska energin hos rotorn i en arbetande ultracentrifug gör ett katastrofalt fel hos en roterande rotor till ett allvarligt problem, eftersom den kan explodera spektakulärt. Rotorer har konventionellt tillverkats av metaller med hög hållfasthet i förhållande till vikt som aluminium eller titan. Påfrestningarna från rutinmässig användning och frätande kemiska lösningar får så småningom rotorerna att försämras. Korrekt användning av instrumentet och rotorerna inom rekommenderade gränser och noggrant underhåll av rotorer för att förhindra korrosion och för att upptäcka försämring är nödvändigt för att minska denna risk. 
På senare tid har vissa rotorer tillverkats av lättviktskolfiberkompositmaterial, som är upp till 60 procent lättare, vilket resulterar i snabbare accelerations-/retardationshastigheter. Kolfiberkompositrotorer är också korrosionsbeständiga, vilket eliminerar en viktig orsak till rotorfel.